# Barrage de Mamasin
Le barrage de Mamasin est un barrage en Turquie.

## Sources
- (tr) « Mamasın Barajı », sur Agence gouvernementale turque des travaux hydrauliques (DSİ)